# Rohrbach bei Mattersburg
Rohrbach bei Mattersburg (węg. Fraknónádasd, burg.-chorw. Orbuh) – gmina targowa w Austrii, w kraju związkowym Burgenland, w powiecie Mattersburg. Liczy 2,69 tys. mieszkańców (1 stycznia 2014).